# Maserati MC12
Maserati MC12 är en sportbil från Maserati, lanserad 2004. 
MC12 baseras på Ferrari Enzo, men är bl.a. längre (5143 mm) och har större hjulbas (2 800 mm). Motor och växellåda är samma som i Ferrari Enzo. Bilen blev i oktober 2008 den snabbaste standardutrustade bilen att ta sig runt Nürburgring(ett kortlivat rekord dock då man 2009 putsade tiden ca 30 sekunder med en Radical SR8 LM).

## Bilder

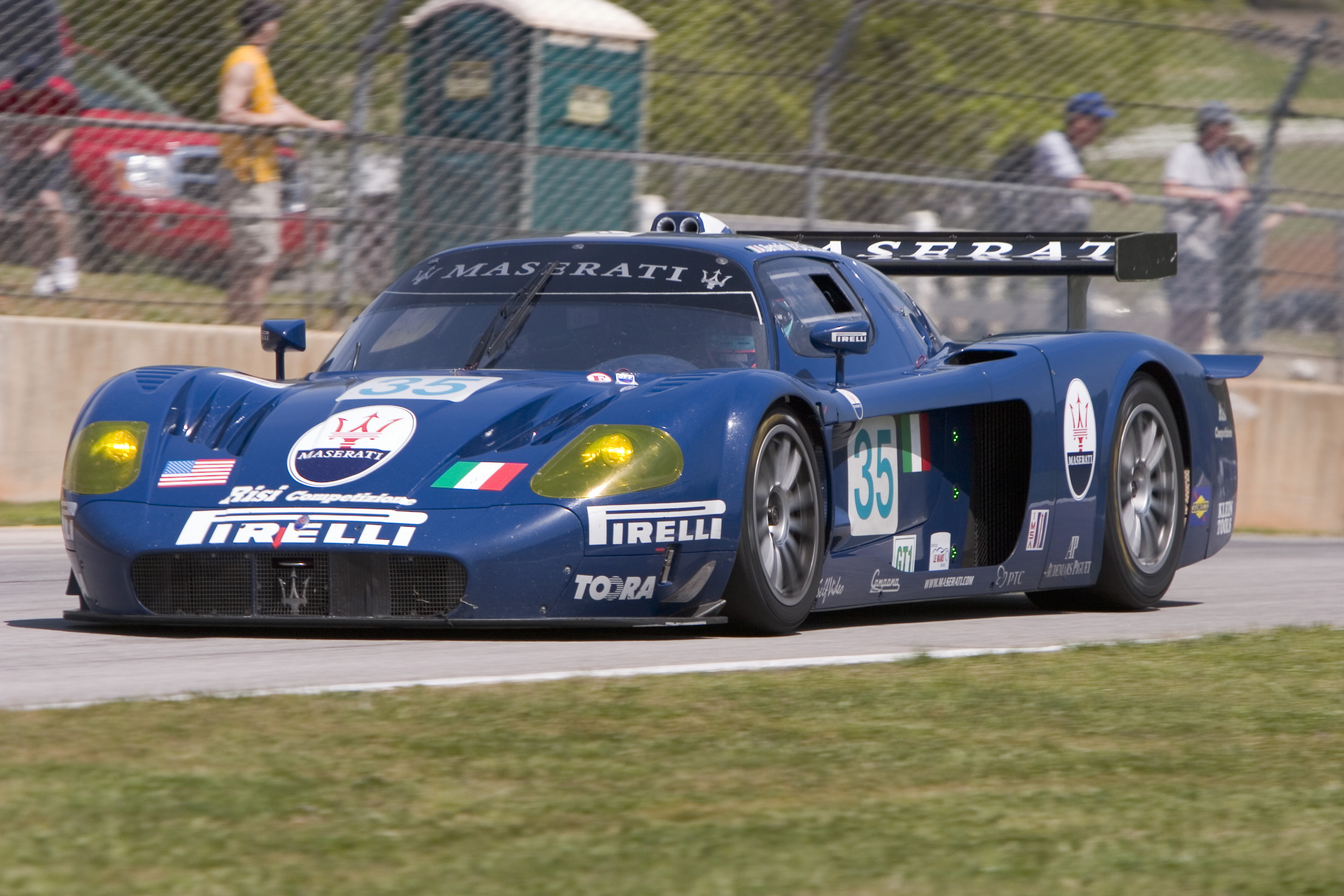
Maserati MC12 Corsa